# スピネートリ
スピネートリ（伊: Spinetoli）は、イタリア共和国マルケ州アスコリ・ピチェーノ県にある、人口約7,200人の基礎自治体（コムーネ）。

## 地理

### 位置・広がり
アスコリ・ピチェーノ県東部のコムーネ。トロント川河口のポルト・ダスコリから西南西へ10km、県都アスコリ・ピチェーノから東北東へ17kmの距離にある。
町域の南をトロント川が流れており、対岸はテーラモ県（アブルッツォ州）である。

#### 隣接コムーネ
隣接するコムーネは以下の通り。括弧内のTEはテーラモ県所属を示す。
- モンサンポーロ・デル・トロント - 北東
- コントログエッラ (TE) - 南
- アンカラーノ (TE) - 南西
- コッリ・デル・トロント - 西
- カストラーノ - 北西
- オッフィダ - 北西

### 気候分類・地震分類
スピネートリにおけるイタリアの気候分類 (it) および度日は、zona D, 1504 GGである。
また、イタリアの地震リスク階級 (it) では、zona 2 (sismicità media) に分類される。

## 行政

### 分離集落
スピネートリには、以下の分離集落（フラツィオーネ）がある。
- Pagliare del Tronto, Villa Ciarulli, Villa Palazzi, Villa San Pio X

## 姉妹都市
- Koronowo、ポーランド
- ブリストル、アメリカ合衆国